# ПАС на літніх Олімпійських іграх 1952
Південно-Африканський Союз брав участь в XV літніх Олімпійських іграх 1952 року в Гельсінкі (Фінляндія) вдесяте за свою історію.
64 спортсмени (60 чоловіків та 4 жінки) брали участь у змаганнях з 59 дисциплін у 13 видах спорту.
Ювілейні для країни Ігри стали й найрезультативнішими за всю олімпійську історію: команда виборола 10 медалей.
Наймолодшим членом збірної стала плавчиня Джоан Гаррісон (16 років, 241 день), найстарішим — яхтсмен Ерік Бенінгфілд (59 років, 71 день).

## Нагороди

### Золото
- Естер Бранд — легка атлетика, жінки, стрибки у висоту.
- Джоан Гаррісон — плавання, жінки, 100 метрів на спині.

### Срібло
- Дафне Робб-Хасен'ягер — легка атлетика, жінки, біг на 100 метрів.
- Тьоніс ван Шальквік — бокс, чоловіки, напівсередня вага.
- Томмі Шарделов, Джордж Істмен, Боббі Фоулер, Джимі Свіфт — велоспорт, чоловіки, командна гонка переслідування, 4000 метрів.
- Томмі Шарделов, Реймонд Робінсон — велоспорт, чоловіки, тандем спринт, 2000 метрів.

### Бронза
- Леонард Лейшинг — бокс, чоловіки, напівлегка вага.
- Андріс Німан — бокс, чоловіки, важка вага.
- Віллі Товіл — бокс, чоловіки, найлегша вага.
- Реймонд Робінсон — велоспорт, чоловіки, гіт 1000 метрів.